# (27267) Wiberg
(27267) Wiberg (1999 YH7) – planetoida z grupy pasa głównego asteroid okrążająca Słońce w ciągu 3,6 lat w średniej odległości 2,35 j.a. Odkryta 28 grudnia 1999 roku.